# Маскарвиль
Маскарви́ль (фр. Mascarville, окс. Mascarvila) — коммуна во Франции, находится в регионе Юг — Пиренеи. Департамент — Верхняя Гаронна. Входит в состав кантона Караман. Округ коммуны — Тулуза.
Код INSEE коммуны — 31325.

## География
Коммуна расположена приблизительно в 600 км к югу от Парижа, в 26 км к востоку от Тулузы.

## Климат
Климат умеренно-океанический. Зима мягкая и снежная, весна характеризуется сильными дождями и грозами, лето сухое и жаркое, осень солнечная. Преобладают сильные юго-восточные и северо-западные ветры.

## Население
Население коммуны на 2010 год составляло 183 человека.
| 1962 | 1968 | 1975 | 1982 | 1990 | 1999 | 2010 |
| ---- | ---- | ---- | ---- | ---- | ---- | ---- |
| 132  | 117  | 82   | 74   | 98   | 139  | 183  |

## Администрация
| Период | Период | Фамилия           | Партия | Примечания |
| ------ | ------ | ----------------- | ------ | ---------- |
| 1985   | 1997   | Роже Казнёв       |        |            |
| 1997   | 2001   | Мишель де Камбьер |        |            |
| 2001   | 2020   | Серж Казнёв       |        |            |

## Экономика
В 2010 году среди 134 человек трудоспособного возраста (15—64 лет) 109 были экономически активными, 25 — неактивными (показатель активности — 81,3 %, в 1999 году было 77,9 %). Из 109 активных жителей работали 104 человека (56 мужчин и 48 женщин), безработных было 5 (4 мужчины и 1 женщина). Среди 25 неактивных 17 человек были учениками или студентами, 5 — пенсионерами, 3 были неактивными по другим причинам.

## Достопримечательности
- Замок Маскарвиль и парк (XVII век). Исторический памятник с 1992 года[4]
- Ветряная мельница Каррету (XVII век). Исторический памятник с 1992 года[5]
- Церковь Св. Стефана

## Фотогалерея
- Ветряная мельница
- Ратуша
- Церковь
- Колокольня
- Карта коммуны